# Kormos Alfréd
Kormos Alfréd Ferenc, 1881-ig Klein (Sátoraljaújhely, 1853. július 8. – Pozsony, 1919. március 15. körül) újságíró, lapszerkesztő, könyvkiadó, műfordító.

## Élete
Klein Jakab és Deutsch Pepi fia. Középiskolai és kereskedelmi akadémiai tanulmányait szülővárosában, Budapesten és Bécsben folytatta. Az 1870-es évek elején kezdett közgazdasági cikkeket írni a Pester Llyodba, majd a bécsi Tages Pressébe, s több cikke megjelent a Pesti Naplóban is. 1881-ben megalapította a Magyar Pénzügy című lapot, amely a pénzintézetek és részvénytársaságok szaklapja volt. 1885-tól szerkesztette a Magyar Kereskedők Lapját, az első magyar kereskedelmi szaklapot. 1886-tól kiadta és szerkesztette a Kereskedők Évkönyvét, 1888-tól a Gazdák Évkönyvét és 1891-től a Pénzügyi Compasst. 1894. október 7-én elnöklete alatt megalakult az Apollo Irodalmi és Nyomdai Rt., amely vállalat elsősorban a Magyarország vármegyéi és városai címet viselő sorozat első részeinek kiadása miatt ismert. A díszesen kiállított és illusztrált monográfiák Sziklay János és Borovszky Samu szerkesztésében jelentek meg. Több művet ültetett át magyar nyelvre. Érdemei elismeréséül számos kereskedelmi és iparkamara levelező tagjává választotta. 1919. március 15-én Pozsonyban helyezték végső nyugalomra.

## Családja
Felesége Lakatos (Lefkovics) Gizella volt.
Gyermekei
- Kormos Pál (1874–1921)[5] lapszerkesztő, szakíró. Felesége Szegedi (Stein) Teréz.[6]
- Kormos Józsa (1877–?). Férje Landherr Gyula Károly mérnök volt, akitől 1914-ben elvált.[7]
- Kormos Valéria (1880–1954).[8] Férje dr. Balkay Béla (1865–1917) ügyvéd.[9]
- Kormos Gyula (1882–?). Felesége Simontsits Katalin Mária Ernesztina volt, akivel 1926-ban elváltak.[10]
- Kormos Matild (1884–1916). Férje Körtvélyessy Dezső ügyvéd.

## Művei
- Közgazdaságunk és kereskedelmünk 1881-ben. Kende Zsigmonddal együtt szerkesztette. (Budapest, 1883)
- Felügyelőbizottsági tagok jogai, kötelességei és felelősségei. Szakférfiak közreműködésével. (Budapest, 1887)